# Waking the Fury
Albums de Annihilator
Carnival Diablos
(2001) All for You
(2004)
Waking the Fury est le neuvième album studio du groupe de metal Annihilator, sorti en 2002.

## Liste des titres
Toute la musique est composée par Jeff Waters.
| No  | Titre                                    | Paroles        | Durée |
| --- | ---------------------------------------- | -------------- | ----- |
| 1.  | Ultra-Motion                             | Jeff Waters    | 5:07  |
| 2.  | Torn                                     | Joe Comeau     | 5:02  |
| 3.  | My Precious Lunatic Asylum               | Waters, Comeau | 5:47  |
| 4.  | Striker                                  | Waters         | 5:00  |
| 5.  | Ritual                                   | Waters, Comeau | 5:16  |
| 6.  | Prime-Time Killing                       | Waters         | 4:32  |
| 7.  | The Blackest Day                         | Waters         | 5:10  |
| 8.  | Nothing to Me                            | Waters         | 4:34  |
| 9.  | Fire Power                               | Waters         | 4:53  |
| 10. | Cold Blooded                             | Comeau         | 3:53  |
| 11. | Shallow Grave (Live) (bonus track)       | Waters, Comeau | 5:08  |
| 12. | Nothing to Me (Radio Edit) (bonus track) | Waters         | 3:39  |

## Personnel
- Jeff Waters - guitare, basse, production, mixage
- Joe Comeau - chant
- Randy Black - batterie
- Russ Bergquist - basse (en live)
- Curran Murphy - guitare (en live)